# Bulbophyllum alboroseum
Bulbophyllum alboroseum är en orkidéart som beskrevs av Oakes Ames. Bulbophyllum alboroseum ingår i släktet Bulbophyllum och familjen orkidéer. Inga underarter finns listade i Catalogue of Life.